# Van Rysel
Van Rysel is een merk van racefietsen dat sinds 2019 tot de groep Decathlon behoort. Van Rysel is geen naam, het betekent letterlijk "uit Rijsel". Het merk focust zich vooral op prestatie gerichte racefietsen.

## Historie
Decathlon bouwt en verkoopt sinds 1986 fietsen. Sinds de oprichting heeft het merk zijn producten onder vele namen en merken afgenomen. Vanaf 1999 werden de fietsen onder het merk B'Twin verkocht.
Vanaf 2019 zijn de fietslijnen opgesplitst in verschillende merken. B'Twin richt zich op gebruiks- en kinderfietsen. Mountainbikes worden nu op de markt gebracht onder de naam Rockrider. Racefietsen zijn onderverdeeld in twee categorieën:
- comfortabelere racefietsen voor fietsers die geen wedstrijd willen rijden, worden verkocht onder de merknaam Triban
- Competitiegerichte fietsen worden sinds 2019 op de markt gebracht onder het merk Van Rysel.

De eerste fietsen van het merk Van Rysel werden op 18 januari 2018 in Kortrijk officieel gepresenteerd.
De kaders van Van Rysel worden gemaakt in Azië, maar de fietsen worden ontworpen en gemonteerd in Rijsel. In 2020 ontwikkelde Van Rysel een nieuw frame, de EDR (EnDuRance), die net als de ultra verkrijgbaar is in twee versies, een aluminiumversie (EDR AF) en een carbonversie (EDR CF). Ze zijn allemaal uitgerust met Shimano groepen (105, Ultegra of Di2) en Fulcrum racewielen.

## Sponsoring
In 2019 creëerde Van Rysel een gepersonaliseerde fiets in de Belgische kleuren voor juniorenrenner Arnaud de Lie waarmee hij dat seizoen 7 keer zou zegevieren, waaronder de titel van Belgisch Kampioen en winnaar van het eindklassement van de Beker van België junioren.
Sinds 2022 is Van Rysel de nieuwe materiaalleverancier van de professionele wielerploeg COFIDIS.
Sinds 15 mei 2023 is Van Rysel sponsor van de wielerploeg  Van Rysel-Roubaix Lille Métropole .
Van Rysel werkt samen met professionele wielerploegen om haar producten te testen en te verbeteren. Deze teams zijn onder andere het DAT  Decathlon-AG2R La Mondiale  team en het Van Rysel-Roubaix Lille Métropole wielerteam. Dankzij deze samenwerkingen kunnen we onze producten samen met de meest veeleisende atleten ter wereld ontwikkelen en op het meest extreme niveau testen. Deze lessen worden gebruikt om innovaties te creëren, die vervolgens worden aangepast aan alle prestatieniveaus 5.